# Ignacio González
Pour le politique espagnole, voir Ignacio González González.
Ignacio María González Gatti dit Nacho González est un footballeur italo-uruguayen, né le 14 mai 1982 à Montevideo et qui évolue au poste de meneur de jeu au Danubio FC.

## Biographie

### En club
Formé au Danubio FC en Uruguay, Gonzalez évolue au poste de numéro dix ou de milieu droit. Doté d'une très bonne technique, sa surprenante vision du jeu lui a valu le surnom d'El Cerebro (le cerveau) en Amérique du sud. En 2008, il tente sa chance en Europe. Il est prêté pour six mois à l'AS Monaco, en Ligue 1.
Il signe à l'été 2008 au Valence CF, mais n'entrant pas dans les plans de l'entraineur, il est prêté dès son arrivée à Newcastle jusqu'en janvier 2009, puis au club grec d'APO Levadiakos de janvier 2010 jusqu'à la fin de la saison 2009-2010. La saison suivante, il est prêté à Levante UD où il n'a pas beaucoup joué à cause d'une blessure au genou.
Le 21 juillet 2011, Nacho González signe un contrat de deux ans plus une année en option avec le club du Standard de Liège. Moins d'une semaine plus tard, lors de sa première apparition sous le maillot liégeois, González inscrit un but face au FC Zurich en préliminaire de la Ligue des champions. 
Le 31 janvier 2013, il signe jusqu'à la fin de la saison pour le compte du club de Hercules Alicante. Le joueur uruguayen connait bien le championnat espagnol puisqu'il a évolué sous les couleurs de Valence CF et de Levante UD.

### En sélection
Ignacio González possède les nationalités italiennes et uruguayennes.
Ignacio Gonzalez commença sa carrière internationale le 1er mars 2006 lors d'une rencontre amicale contre l'Angleterre soldée par une défaite 2-1. 
Il découvrit sa première compétition lors de la Copa America 2007 où la Céleste se fera battre en demi-finales par le Brésil mais loupera la troisième place en perdant contre le Mexique. Trois ans plus tard, il est convoqué pour disputer la Coupe du monde 2010, les Uruguayens perdront en demi-finales contre les Pays-Bas sur le score de 3-2. 

## Palmarès

### en club
- Danubio FC
  - Vainqueur du Championnat d'Uruguay (2) : 2004, 2007

### en sélection
- Uruguay
  - 4e de la Coupe du monde FIFA : 2010